# Finkenmühle (Teuschnitz)
Finkenmühle ist ein Gemeindeteil der Stadt Teuschnitz im Landkreis Kronach (Oberfranken, Bayern).

## Geographie
Die Einöde liegt im tief eingeschnittenen Tal der Kremnitz und ist allseits von Wald umgeben. Der Bürgersbach mündet dort als rechter Zufluss in die Kremnitz. Südlich der Finkenmühle steht die sogenannte Kremnitztanne, die als Naturdenkmal geschützt ist. Ein Anliegerweg führt zur Staatsstraße 2198 bei Teuschnitz (2,4 km nordwestlich).

## Geschichte
Finkenmühle gehörte zur Realgemeinde Teuschnitz. Das Hochgericht übte das bambergische Centamt Teuschnitz aus. Die Grundherrschaft über die Mahl- und Schneidmühle hatte das Kastenamt Teuschnitz inne.
Mit dem Gemeindeedikt wurde Finkenmühle dem 1808 gebildeten Steuerdistrikt und Munizipalgemeinde Teuschnitz zugewiesen.

### Einwohnerentwicklung
| Jahr      | 001818 | 001861 | 001871 | 001885 | 001900 | 001925 | 001950 | 001961 | 001970 | 001987 |
| Einwohner |        | 12     | 10     | 12     | 7      | 2      | 7      | 3      | 1      | 8      |
| Häuser    | 1      |        |        | 1      | 1      | 1      | 1      | 1      |        | 1      |
| Quelle    | [ 5 ]  | [ 7 ]  | [ 8 ]  | [ 9 ]  | [ 10 ] | [ 11 ] | [ 12 ] | [ 13 ] | [ 14 ] | [ 1 ]  |

## Religion
Die Katholiken sind nach Mariä Himmelfahrt (Teuschnitz) gepfarrt.